# Ludwigsau
Ludwigsau es un municipio situado en el distrito de Hersfeld-Rotemburgo, en el estado federado de Hesse (Alemania). Su población estimada a finales de 2016 era de 5595 habitantes.
Se encuentra ubicado al este del estado, cerca de la orilla del río Fulda —un afluente del río Weser— y de la frontera con el estado de Turingia.